# Чукисака
Чукиса̀ка (на испански: Chuquisaca) е един от 9-те департамента на южноамериканската държава Боливия. Разположен е в южната част на страната. Населението на департамента е 626 318 (по изчисления за юли 2018 г.), а общата му площ – 51 524 км².

## Провинции
Департаментът е разделен на 10 провинции. Някои от тях са:
1. Луис Калво
2. Томина